# خوان دانيال كاسيريس
خوان دانيال كاسيريس (بالإسبانية: Juan Daniel Cáceres)‏ هو لاعب كرة قدم ومدرب كرة قدم باراغواياني، ولد في 6 أكتوبر 1973 في أسونسيون في باراغواي. شارك مع منتخب باراغواي لكرة القدم. أما مع النوادي، فقد لعب مع أوليمبيا أسونسيون وإستوديانتيس دي لا بلاتا وسيرو بورتينيو ونادي أتليتيكو بيلغرانو ونادي غواراني ونادي فلامنغو وهوراكان.

## وصلات خارجية
- خوان دانيال كاسيريس على موقع الاتحاد الدولي (مؤرشف)  (الإنجليزية)
- خوان دانيال كاسيريس على موقع قاعدة بيانات كرة القدم.إي يو (الإنجليزية)
- خوان دانيال كاسيريس على موقع ناشيونال فوتبول تيمز (الإنجليزية)
- خوان دانيال كاسيريس على موقع Soccerway.com (الإنجليزية)